# PESA 620M
PESA 620M은 폴란드 PESA 비드고슈치에서 생산한 단량 디젤 동차로, 리투아니아, 우크라이나, 벨라루스의 철도에서 사용 중이다.

## 차량
620M은 폴란드에서 사용 중인 PESA 214M을 기반으로 개발되었다. 주 사용 지역에 맞추어 러시아 궤간으로 설계가 변경되었고, 이에 따라서 2+3 좌석을 장착할 수 있게 되었다. 차량 양쪽에 모두 운전실이 있으며, 출입문은 면당 두 개에 저상 승강장을 위한 계단이 설치되어 있다. 디젤 엔진과 변속기, 냉각 시스템으로 이루어진 파워팩은 좌석부 아래에 장착되어 있으며, 620M-004까지의 초기형과 이후 제작분의 구성 방식이 다르다. 전기형은 MTU 6R183TD13H 315kW 디젤 엔진이 장착되어 있으며, 후기형은 MAN D2876LUE623 385kW 엔진이 장착되어 있다. 트랜스미션은 전기형이 Voith Tr211re3, 후기형이 Tr211re4를 사용한다. 전기형에는 BEHR에서 제조한 냉각 시스템이 장착되어 있으며, 후기형에는 Voith 냉각 시스템이 장착되어 있다.

## 국가별 도입
| 사용 국가  | 제작 번호                                     | 제작 시기     |
| ---------- | --------------------------------------------- | ------------- |
| 우크라이나 | 001, 002, 005, 006, 008, 011 007,012 003, 004 | 2004년-2008년 |
| 리투아니아 | 009, 010, 013~022                             | 2006년        |
| 벨라루스   | 023, 024                                      | 2008년-       |

### 우크라이나

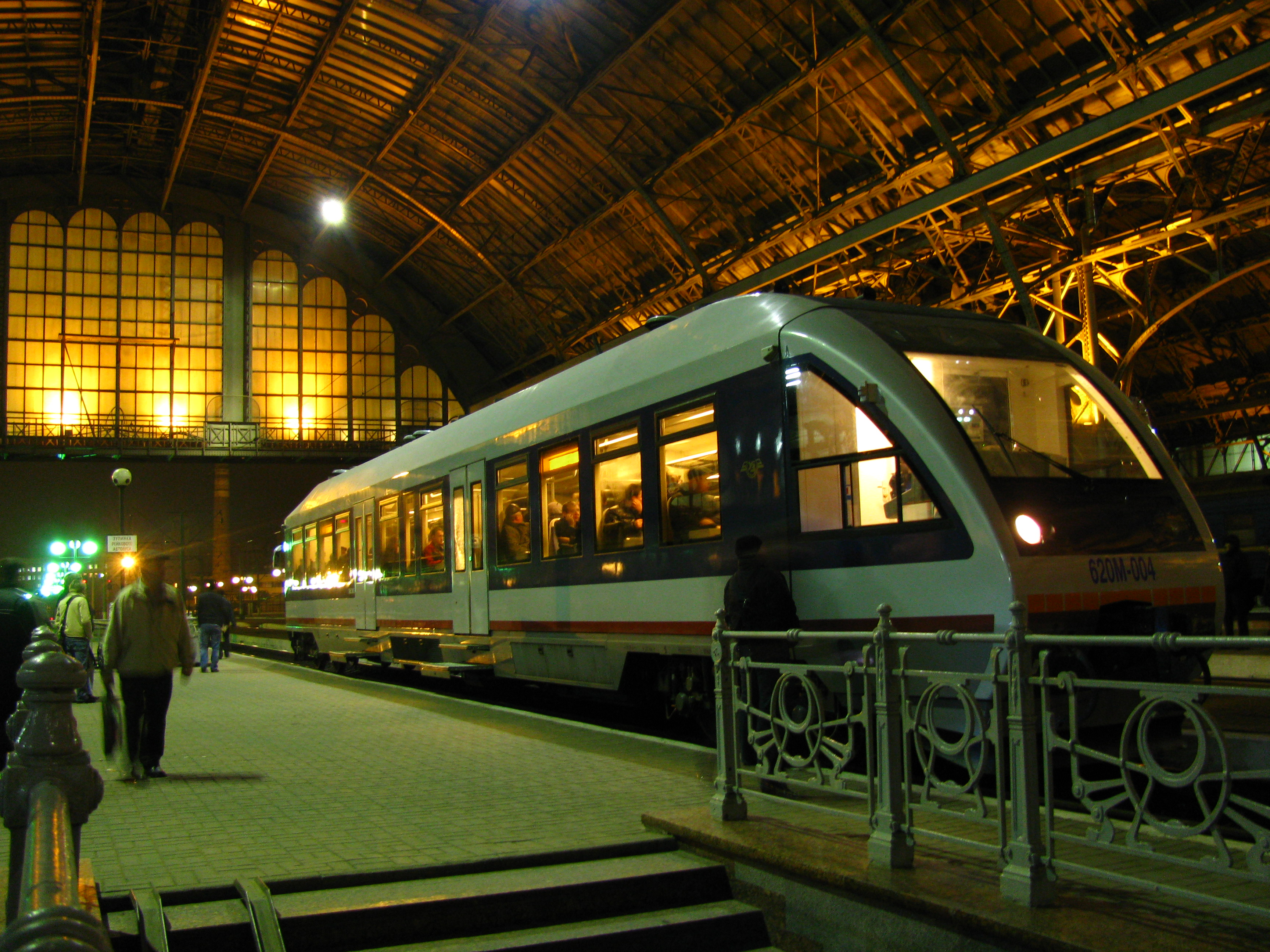
리비우에 있는 620M

우크라이나 철도에서는 과거 MAVAG에서 제작한 D, D1, RVR에서 제작한 DR1 디젤 동차를 대차하기 위해서 이 차량을 발주하였다. 2004년부터 차량 반입이 시작되었고, PESA 610M 시제차가 우크라이나에 입선하여 시험 운행을 거친 다음 620M의 정식 영업을 시작하였다.
원래의 주문 계획은 교통량이 적은 노선에 사용하기 위하여 차량을 4편성 주문하는 것이었으나, 이후 운행 실적에 만족하여 우크라이나 철도 측에서는 다른 노선에 투입하기 위하여 추가로 주문하였다. 2004년부터 2009년까지 총 10편성이 반입되었다..
2004년 9월 20일부터 24일까지 베를린 이노트랜스 전시회에 우크라이나 반입분 차량이 전시되었다.

### 리투아니아

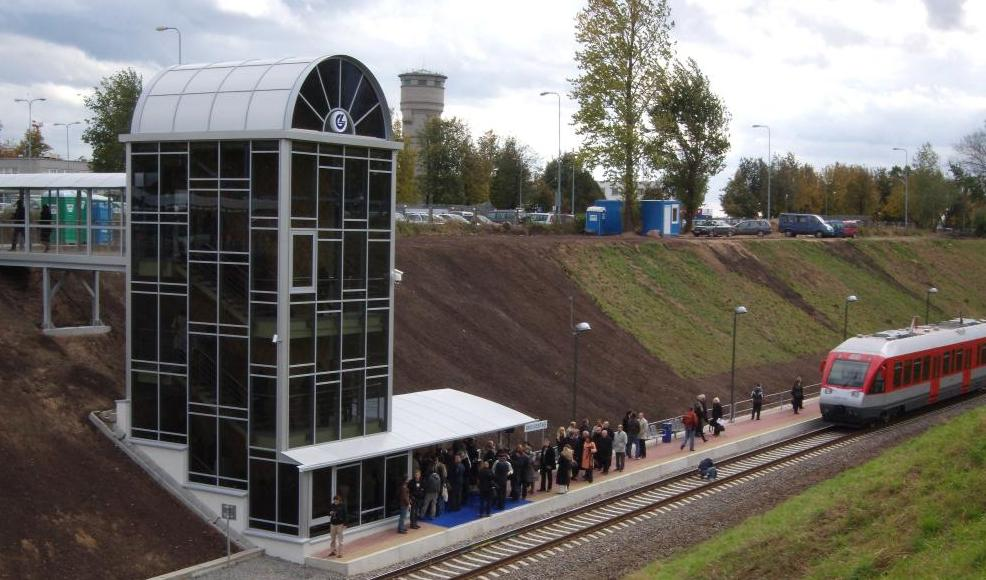
빌뉴스 공항역에 있는 620M

2008년에 리투아니아 철도에서는 지역 교통을 위한 차량으로 620M을 주문하였다. 첫 4편성은 2008년부터 2009년까지 반입되었다. 이후 2010년 4월 19일 추가로 8편성을 더 주문하는 계약이 이루어져 2012년 현재 12편성이 운행 중이다.
2008년 10월 2일 빌뉴스 역에서 빌뉴스 공항역을 운행하는 열차가 개통되었고, 이 노선에 620M이 투입되었다.

### 벨라루스
2011년 620M 6편성 도입 계약이 이루어졌고, 벨라루스용 620M은 PESA 비드고슈치 및 벨라루스 벨코문마시에서 라이선스 생산하기로 하였다. PESA에서 생산한 첫 차량은 2011년 12월 23일 벨라루스로 반입되었다. 2012년 4월 13일 영업 운행이 시작되었다. 벨라루스의 형식 명칭은 DP-1(ДП-1)이다.

## 참조
1. 1 2  Graff, Marek. “Wagony silnikowe i zespoły trakcyjne kolei ukraińskich produkcji Pesy Bydgoszcz” (폴란드어). 9/2011: 36-37. ISSN 1234-5962.
2. ↑  Piech, Ryszard (2008년 5월 27일). “Pesa dla szerokiego toru”. 《InfoRail》 (폴란드어). 2015년 3월 7일에 원본 문서에서 보존된 문서. 2012년 7월 8일에 확인함.
3. ↑  Tomaszewski, Tomasz. “Polscy producencie na InnoTrans 2004”. 11/2004: 3. ISSN 1234-5962.
4. ↑  pesa.pl (2010년 4월 19일). “Kolejne pojazdy spalinowe jadą na Litwę” (폴란드어). 2012년 4월 23일에 확인함.[깨진 링크(과거 내용 찾기)]
5. ↑  Piech, Ryszard (2008년 4월 22일). “Szerokotorowe składy Pesy coraz popularniejsze”. 《InfoRail》 (폴란드어). 2015년 3월 14일에 원본 문서에서 보존된 문서. 2012년 7월 8일에 확인함.
6. ↑  Kurier Wileński (2008년 10월 2일). “Dworzec kolejowy z lotniskiem połączy autobus szynowy” (PDF) (폴란드어). 2011년 12월 26일에 원본 문서 (PDF)에서 보존된 문서. 2012년 7월 18일에 확인함.
7. ↑  rynek-kolejowy.pl (2011년 2월 9일). “PESA powraca na rynek białoruski” (폴란드어). 2011년 2월 9일에 확인함.
8. 1 2  bkm.by (2012년 1월 27일). “First diesel train dp-1 runs starting-up and adjustment exploitation” (영어). 2015년 3월 14일에 원본 문서에서 보존된 문서. 2012년 7월 10일에 확인함.
9. ↑  bkm.by (2012년 4월 17일). “ПЕРВЫЙ "РЕЛЬСОВЫЙ АВТОБУС" ГОТОВ К РАБОТЕ” (러시아어). 2016년 3월 14일에 원본 문서에서 보존된 문서. 2012년 7월 10일에 확인함.